# Блэк-Айл
Блэк-Айл (англ. Black Isle — букв. «чёрный остров») — полуостров в восточной части Северо-Шотландского нагорья, занимающий часть территории исторической области Росс и Кромарти. В английском языке его название употребляется практически исключительно с определённым артиклем (англ. The Black Isle). На территории Блэк-Айл расположены город Кромарти, а также множество деревень.
Вопреки своему названию, Блэк-Айл представляет собой не остров, а полуостров, с трёх сторон окружённый заливами: Кромарти-Ферт на севере, Боли-Ферт на юге и Мори-Ферт на востоке; на западе граница полуострова пролегает по нескольким рекам. Река Конон отделяет деревню Мэрибор, расположенную в миле от Дингуолла, от деревни Конон-Бридж, считающейся первым (с западной стороны) населённым пунктом на территории Блэк-Айл. Юго-западная граница территории определяется в разных источниках по-разному: либо по небольшому притоку реки Боли, разделяющему городок Боли в Инвернессе и Мьюр-оф-Орд в Россе и Кромарти на Блэк-Айл, разграничивая две этих территории и одновременно обозначая собой начало Блэк-Айла; либо же непосредственно по реке Боли, включая таким образом Боли в состав территории Блэк-Айл, хотя официально этот населённый пункт относится к Ивернессу. Название эта территория, согласно энциклопедии «Британника», получила по причине характерных для неё бесснежных зим, вследствие чего местная земля, в отличие от окружающих местностей, в это время года оставалась чёрной.
Блэк-Айл был одной из первых территорий северной части горной Шотландии, подвергшейся сельскохозяйственным реформам после депортации шотландских горцев, и в XIX интенсивно заселялся овцеводами из равнинной части страны. В 2002 году на полуострове проходили акции протеста против внедрения в сельское хозяйство технологий генной инженерии.
Ранее на территории Блэк-Айл находились замок Чанонри-оф-Росс и крепость Ормонд. Чанонри-оф-Росс был полностью разрушен в XVIII веке, к нынешнему времени от него не осталось никаких руин. От Ормонда сохранились лишь небольшие развалины.
Население Блэк-Айл занято в основном в сельскохозяйственном и туристическом секторах экономики; в прошлом важную роль играли также рыболовство и добыча песчаника. На территории полуострова расположены винодельческий и пивоваренный заводы.